# Montparnasse

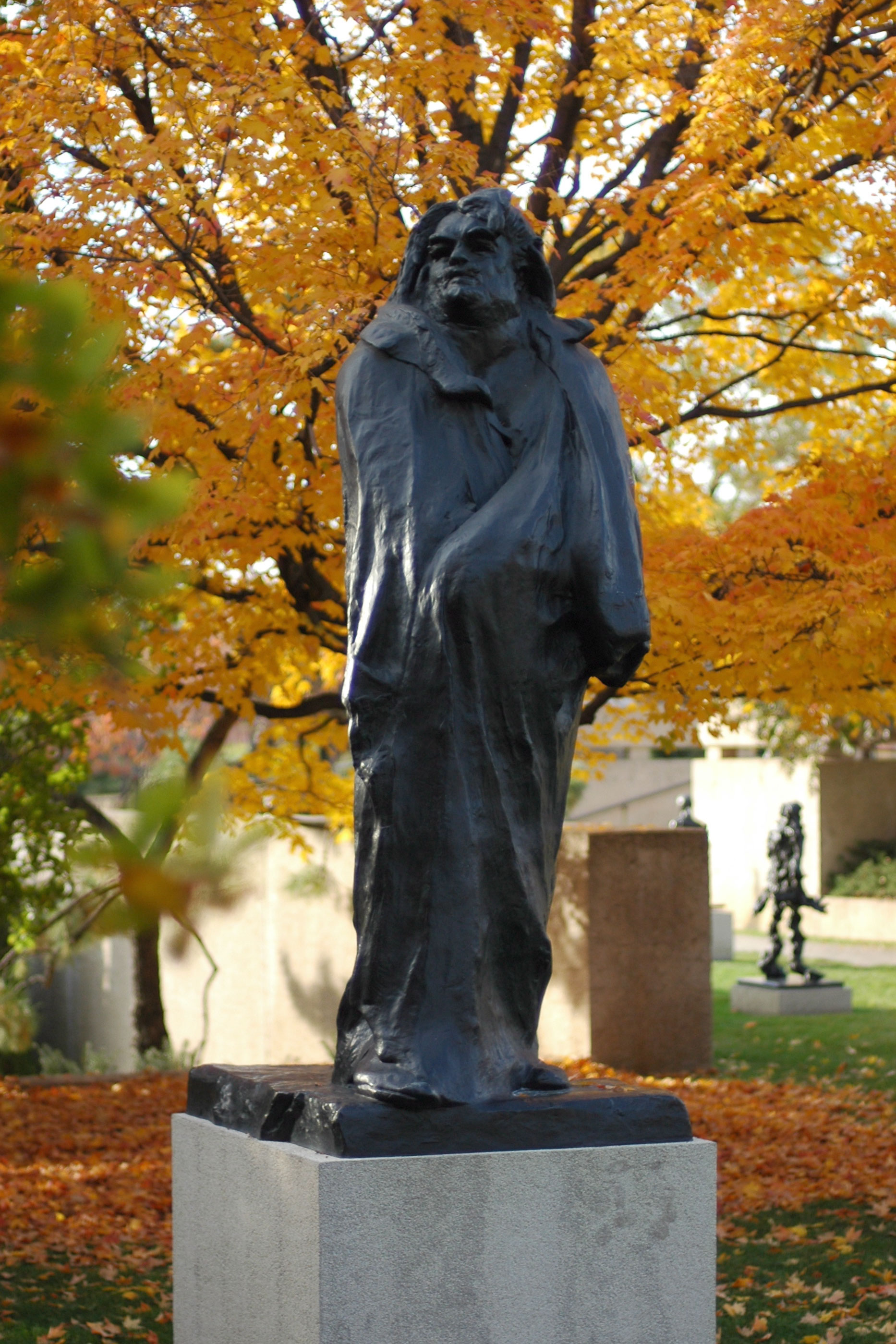
Balzac emlékmű

Párizsban a Szajna bal partján a Montparnasse körúton, a Rennes utca és a Raspail körút metszéspontján található a Montparnasse nevű városrész, amely már 1860-ban beleolvadt a 6. és 14. kerületbe. Párizsban az északi Montmartre déli ellenpontja a Montparnasse.

## Nevének eredete és története
A Montparnasse, azaz a Parnasszosz-hegy elnevezés a reneszánsz időből származik, amikor a közeli diáknegyed (Quartier Latin) fiataljai elkeresztelték azt a kis dombot, amely a mai Montparnasse és Raspail körút kereszteződésénél emelkedett „emlékeztetve” a Parnasszosz-hegyre, mely Közép-Görögországban a múzsák lakhelye. A Montparnasse-on lakó és alkotó művésztársaság neve: Les Parnassiens, azaz a Parnasszosz hegyi múzsák követői. (Itt lakott Bölöni György, Tihanyi Lajos, s gyakran megfordult Ady Endre).
A 19-20. század fordulóján egyszerű bérházak, olcsó kocsmák és bisztrók álltak itt, amelyeket még a vékonypénzű költők, írók, grafikusok és festők is meg tudtak fizetni, ha nem volt pénzük, akkor festménnyel fizettek, azt is elfogadták a vendéglősök, és díszítették velük fogadóikat. A kis kávéházakból, bisztrókból kinőtt a világhírű Le Dome kávéház, Closerie des Lilas kávézó, étterem és söröző vagy a La Rotonde kávéház. 1914-től a második világháborúig volt itt igazán nagy élet az írók, költők, festők számára, kik már menekültek a Montmartre-ról, mert azt már elözönlötték a turisták. Általában a La Rotonde kávéház valamelyik asztalánál festette Amedeo Modigliani kortársai arcképét.
Baudelaire, Verlaine, Manet és az École de Paris köréhez tartozó avantgárd művészek mind itt találkoztak vagy itt is éltek, nagyon sokan befutottak, világhírnévre tettek szert, köztük Amedeo Modigliani, Pablo Picasso, Marcel Duchamp, Jean Cocteau, Robert Desnos, Louis Aragon.
A faji vagy politikai üldöztetés elől menekülők is gyakran otthonra vagy menedékre leltek a Montparnasse negyedben, például Marc Chagall, Lenin, Trockij.

## Nevezetességek
A Montparnasse pályaudvart (Gare Montparnasse) napjainkra modern TGV állomássá építették át, Rennes, Tours, Bordeaux, Le Mans felé biztosítja a vasúton való közlekedést.
Montparnasse – Bienvenüe a párizsi metróvonal egyik legforgalmasabb állomása, ahonnan könnyen megközelíthető a Montparnasse pályaudvar és a Montparnasse torony.
Montparnasse-i temető (Cimetière du Montparnasse) Számos jeles művész nyughelye, köztük Guy de Maupassant, Jean-Paul Sartre, Samuel Beckett.
Montparnasse torony (Tour Montparnasse) 210 méter magas felhőkarcoló, 1969-72 között épült fel, földszintjén üzletek vannak, az emeleteken hivatali helységek, a legfelső szinten, az 56. emeleten étterem működik terasszal, mely egyben biztosítja a kilátást Párizsra.
A Montparnasse negyedben van a Pasteur Intézet (Institut Pasteur).
Auguste Rodin Balzac emlékművét a Raspail körút és a Bréa utca találkozásánál állították fel, eredetijét a Rodin Múzeumban őrzik.
Számos mozi létesült a Montparnasse negyedben a 20. században, köztük Gaumont Parnasse, melynek bejárata az Odessza utca 3. sz. alatt található, a Montparnasse körúton két mozi is található, UGC Montparnasse és UGC Rotonde.
A Montparnasse negyedből, a Denfert-Rochereau térről lehet lejutni a Párizs alatti katakombákba. A római időkből származó föld alatti kőbányákat 1785-től kezdték feltölteni a betelt és lezárt párizsi temetőkből származó csontokkal, majd az 1830-as években ide hozták át a tömegsírokból a francia forradalom éveiben kivégzettek holttesteit is. Feltehetően ide kerültek Danton, Desmoulins és Robespierre földi maradványai is.
1998. május 28-án nyitotta meg kapuit a Montparnasse Múzeum (Musée du Montparnasse).

## Galéria

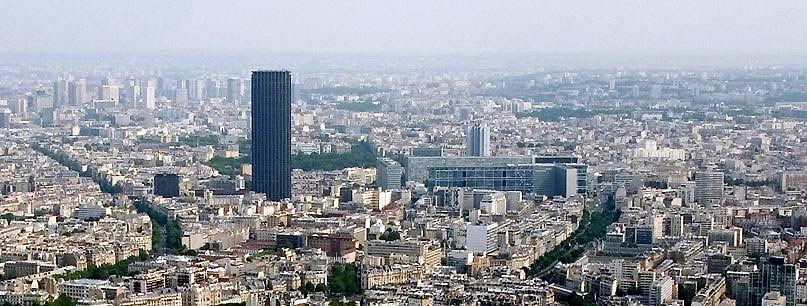
Rálátás a Montparnasse negyedre az Eiffel-toronyból
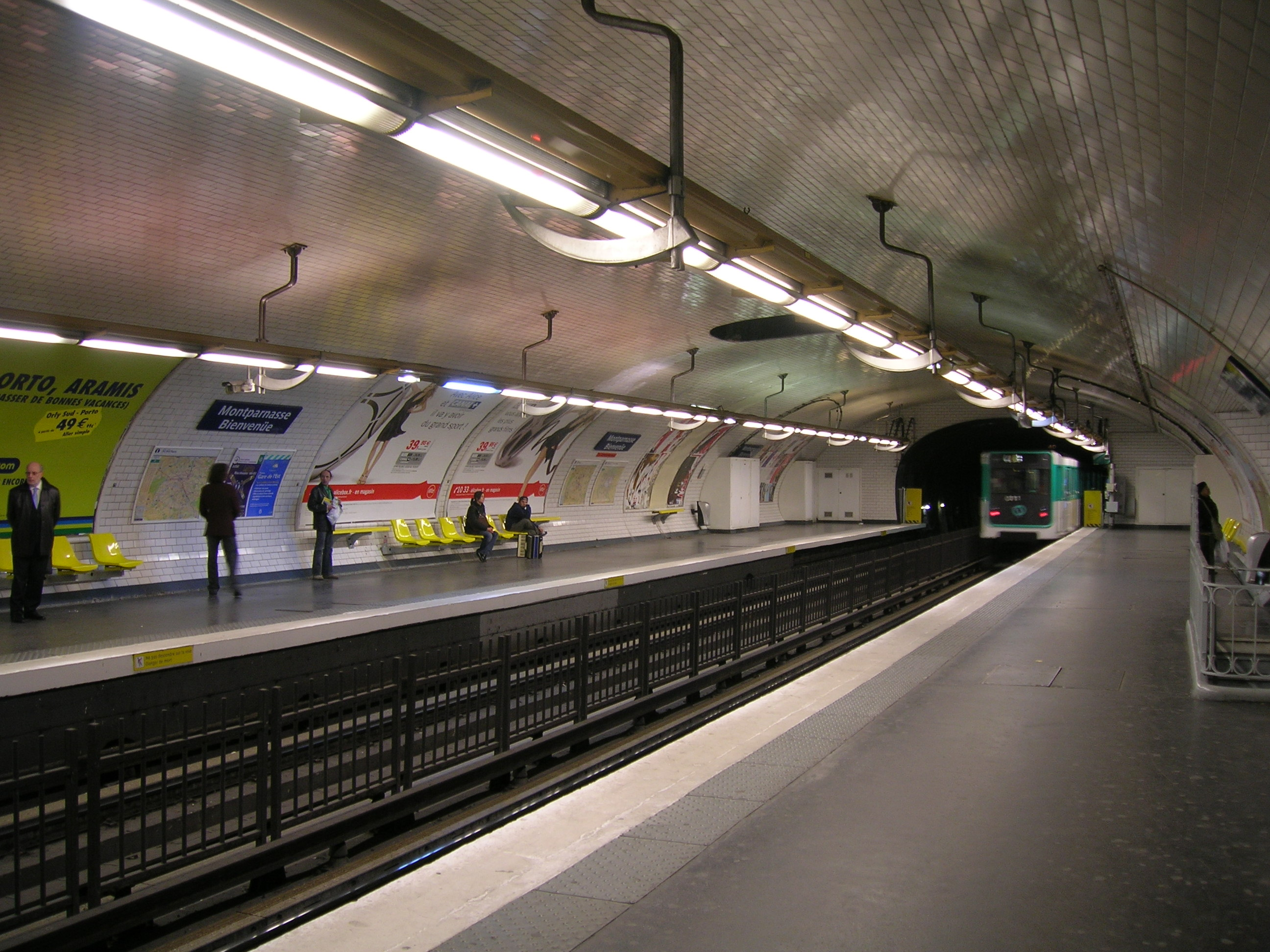
Montparnasse – Bienvenüe metróállomás
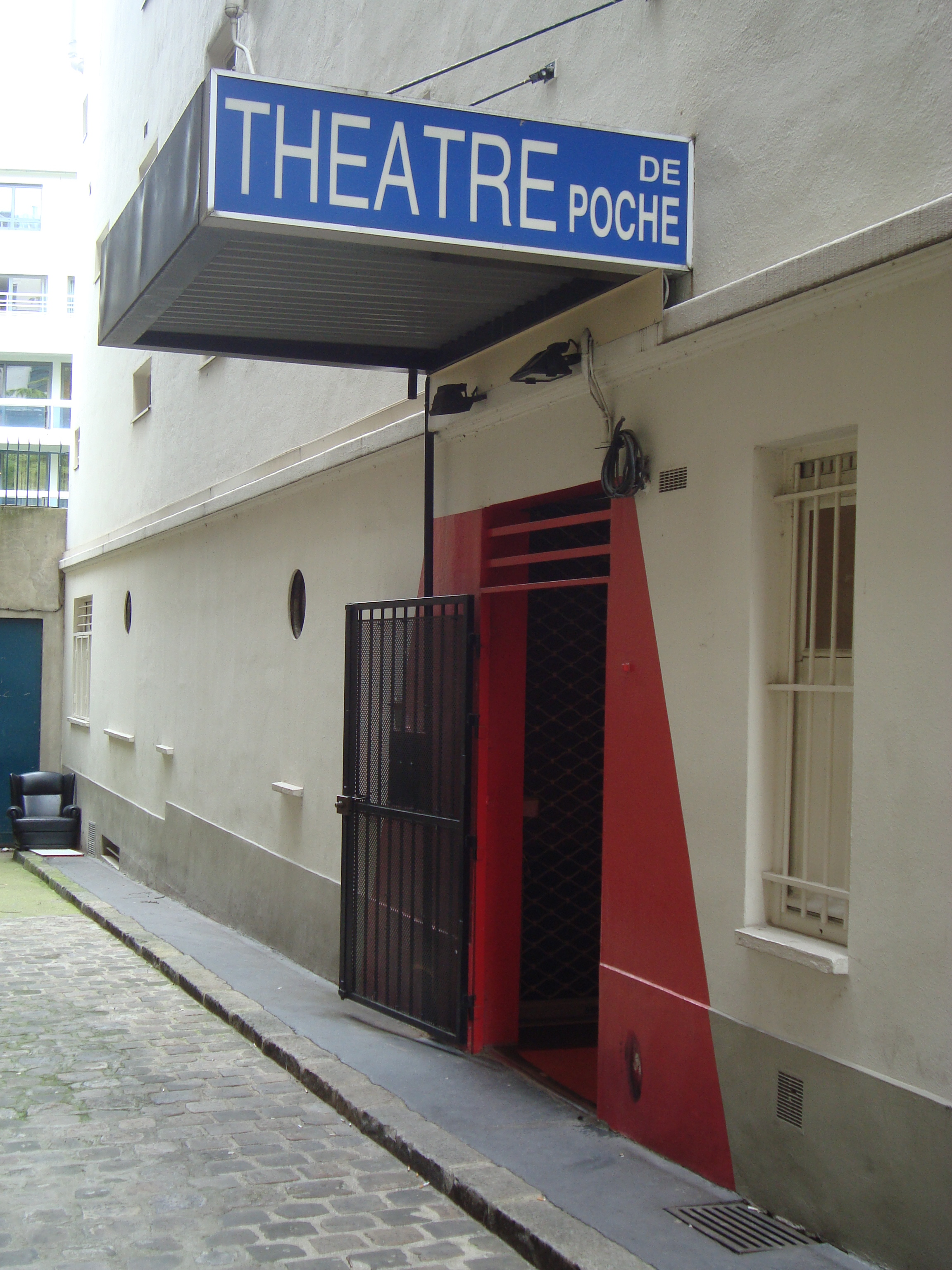
Kis színház a Montparnasse körtúton
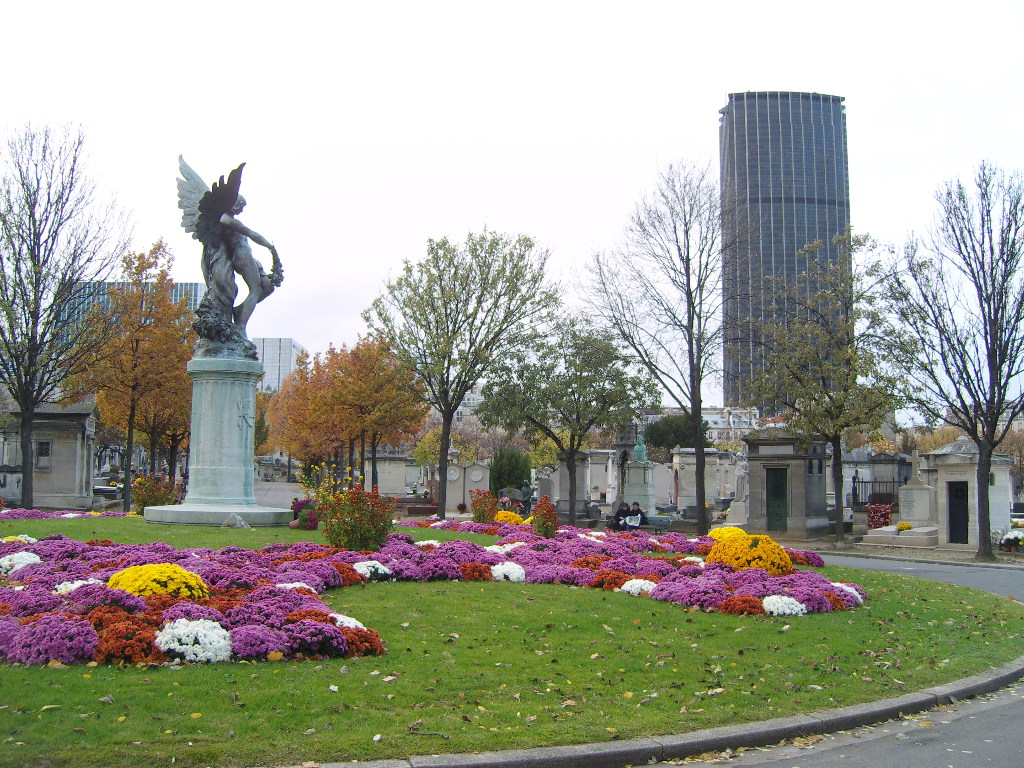
Montparnasse temető a Montparnasse toronnyal
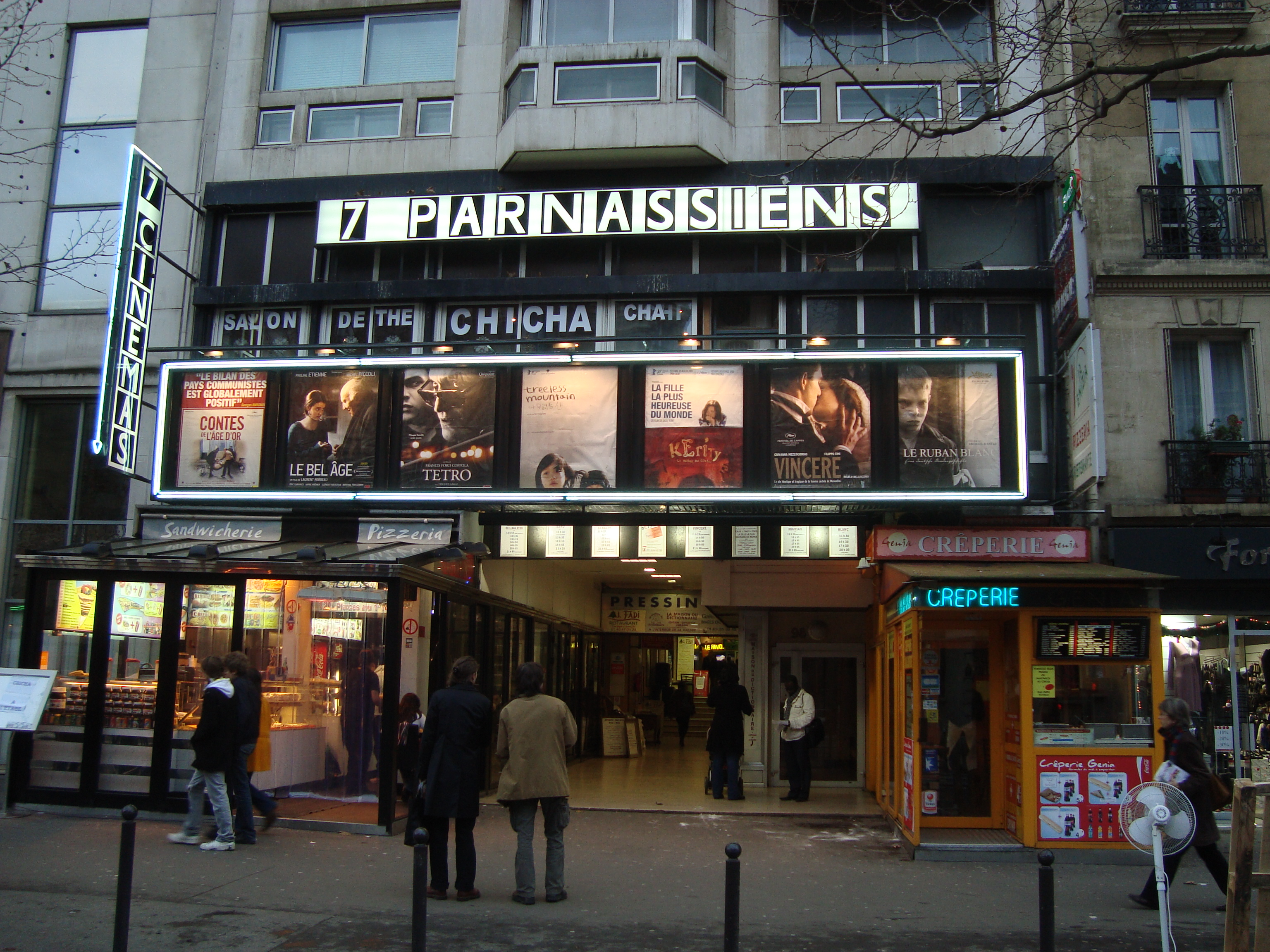
Mozi a Montparnasse körúton
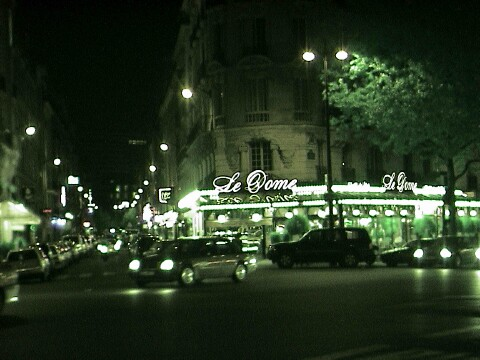
Le Dome éjszaka
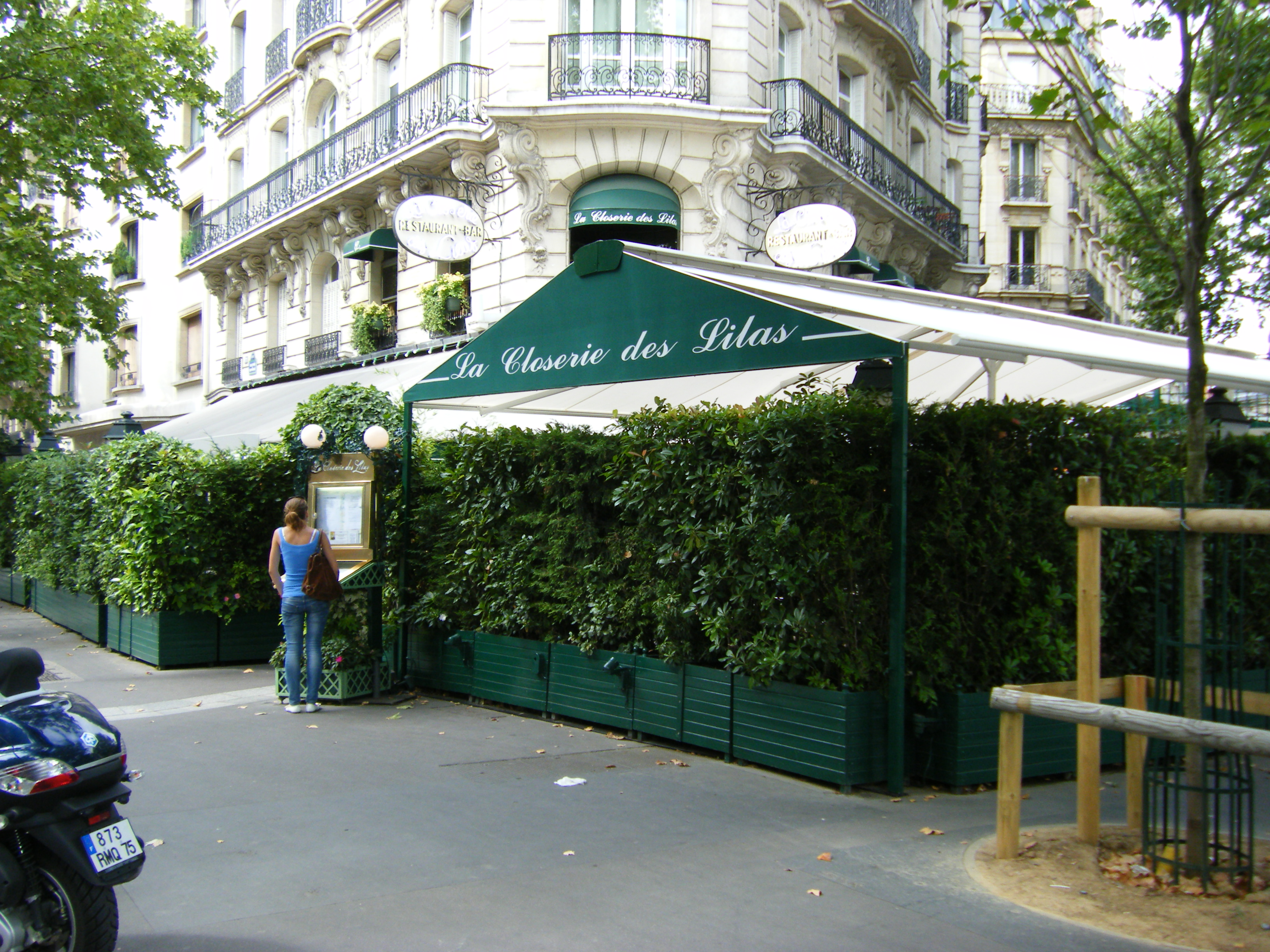
La Closerie des Lilas
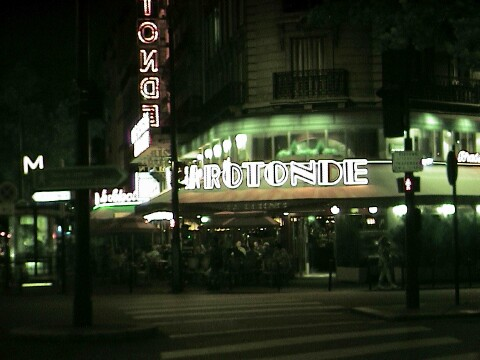
La Rotonde éjszaka